# Проєктно-кошторисна документація
Проє́ктно-кошто́рисна документа́ція — комплекс документів, що визначають місце будівництва (реконструкції) майбутнього об'єкта, його архітектурне, планувальне і конструктивне рішення, потребу в кадрах, будівельних матеріалах, машинах і обладнанні, коштах. 
Зміст і обсяг документації (проєктні завдання і робочі креслення, зведення витрат, кошторисно-фінансові розрахунки та ін.) для окремих об'єктів будівництва визначаються затвердженими інструкціями з розробки проєктів і кошторисів.